# Río Mosquito
Pour les articles homonymes, voir Mosquito.
Le río Mosquito est un cours d'eau de l'Amazonie vénézuélienne. Situé dans l'État d'Amazonas, il est un sous affluent de l'Orénoque et se jette en rive gauche du río Marieta dont il est l'un des principaux affluents à proximité de la localité de Mosquito. Il prend sa source dans le massif de Cuao-Sipapo.